# Ортуков, Акбар Буриевич
Ортуков, Акбар Буриевич (тадж. Ортуков Акбар Буриевич; 27 июля 1989, Душанбе,Таджикистан) — таджикский игрок в мини-футбол. Универсал таджикского клуба «Соро Компания».

## Биография
Ортуков начинал играть в мини-футбол с 17 лет. В 2006 году начал играть за душанбинский «Хима». А позднее, в 2007 году перешел в душанбенской «Газпром», в составе которого пробыл до 2013 года. Начиная с 2015 года, начал играть в составе одной «Соро компании». За четыре года стал двукратным чемпионом Таджикистана, обладателем национального кубка и международного турнира Кубок БК Олимп, в Атырау, Казахстан. В 2019 году получил разрыв крестообразной связки, из-за чего ему пришлось прекратить свою профессиональную карьеру. С февраля 2020 года вошел в тренерский штаб «Соро комании» в качестве помощника главного тренера Вахидова.

## Достижения
- Двукратный победитель ПФЛТ: 2018,2019
- Серебряный призёр ПФЛТ: 2015
- Двукратный бронзовый призёр ПФЛТ 2014, 2016
- Победитель районого турнира Красногорска (Московская область Россия): 2014
- Победитель международного турнира Кубок БК «Олимп»: 2019.